# Alexia Amesbury

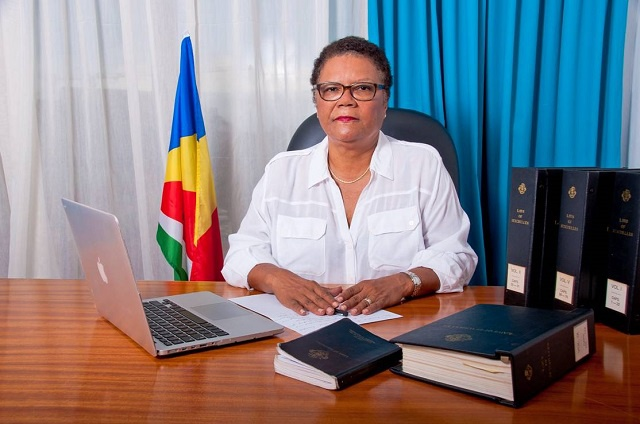
Alexcia Amesbury 2015

Alexia Amesbury (Alexia G. Jumeau, geb. ca. 1951 in Praslin, Mahé, Seychellen) ist eine Politikerin und Anwältin in den Seychellen. Unter dem Schirm der Seychelles Party for Social Justice and Democracy trat sie als erste Frau in den Präsidentschaftswahlen 2015 an.

## Leben

### Jugend und Ausbildung
Alexia Jumeau wurde um 1951 in Praslin, Mahé, geboren und wuchs im St. Elizabeth’s Convent auf, bis sie 1961 nach Kenia zog, wo sie ihren Schulabschluss (O' & A'levels) erwarb.
Mit 37 Jahren immatrikulierte sie sich in einer Universität in Großbritannien und studierte Rechtswissenschaft, bevor sie an die London School of Economics and Political Science wechselte, wo sie einen Master in International Law erwarb.

### Karriere
2015 trat sie als erste Frau für ihre Partei, die Seychelles Party for Social Justice and Democracy als Präsidentschaftskandidatin an. Sie errang 803 Stimmen in der ersten Wahlrunde. Im zweiten Wahlgang trat sie nicht mehr an, unterstützte aber Wavel Ramkalawan.

## Kontroverse
Nachdem James Alix Michel 2015 die Wahl gewonnen hatte, behauptete Amesbury, dass die Ergebnisse aufgrund der Verfassung der Seychellen ungültig seien. Amesbury erklärte, dass nach der Verfassung, (fifth section of Schedule 3) ein Kandidat in den Seychellen nicht als Präsident gewählt werden darf, wenn er nicht mindestens die Hälfte der Stimmen in der Wahl auf sich vereinigen kann.

## Familie
1972 heiratete sie einen Engländer, mit dem sie sechs Kinder hatte. Das Paar ließ sich 1998 scheiden.